# Сливито
Сливито (болг. Сливито) — село в Болгарии. Находится в Старозагорской области, входит в общину Мыглиж. Население составляет 14 человек.

## Политическая ситуация
В местном кметстве Ветрен, в состав которого входит Сливито, должность кмета (старосты) исполняет Колё Димов Желев (Демократическая партия (ДП)) по результатам выборов правления кметства.
Кмет (мэр) общины Мыглиж — Стойчо Иванов Цанев (Болгарская социалистическая партия (БСП)) по результатам выборов в правление общины.